# Lee Burridge
Lee Burridge (Eype, novembro de 1968) é um DJ e produtor britânico que ajudou a lançar a cena musical underground de clubes em Hong Kong durante o início dos anos 1990. Atualmente toca em casas noturnas em todo o mundo. Seu estilo musical, conhecido por contar histórias em seus sets de DJ, abrange o groovier, house e techno. Burridge foi membro do Tyrant Soundsystem da Inglaterra juntamente com os DJs Craig Richards e Sasha e mixou álbuns para gravadoras como Balance, Fabric, Global Underground e Hooj Choons.
Seu álbum de três discos Balance: 012, de 2007, foi nomeado para compilação do ano no PLUG Awards.

## Carreira
A carreira de Burridge começou em 26 de dezembro de 1985 no pub de seus pais no interior do sudoeste da Inglaterra. Ele iniciou sua carreira tocando em aniversários, casamentos e o funerais ocasionais.

### All Day I Dream
Em 2011, Burridge lançou um novo projeto que engloba um evento de turnês e uma gravadora. Intitulado All Day I Dream, Burridge continuou investigando sua nova direção musical que se inclinava para os sons mais melódicos e melancólicos do house e do techno, que desde então cresceram enormemente em popularidade. A primeira exibição do All Day I Dream aconteceu em um telhado em Bushwick, Brooklyn, em 2011.